# Det näst bästa
Det näst bästa (engelska: The Next Best Thing) är en amerikansk långfilm från 2000 i regi av John Schlesinger, med Madonna, Rupert Everett, Benjamin Bratt och Illeana Douglas i rollerna.

## Handling
Yogainstruktören Abbie (Madonna) och trädgårdsmästaren Robert (Rupert Everett) delar det mesta i livet: Glädje, sorg, drömmar och intresset för killar. Att Robert är gay är det enda som hindrar dem från att vara ett äkta par men å andra sidan är det kanske orsaken till att deras vänskap blivit så äkta. Självklart festar de också tillsammans, ganska rejält dessutom. Så pass att de efter en helvild natt vaknar upp i varandras armar och att Abbie har blivit med barn.

## Soundtrack
Soundtracket till filmen släpptes den 21 februari 2000 på Maverick Records, se Det näst bästa (musikalbum).

## Rollista
| Madonna             | – Abbie Reynolds       |
| Rupert Everett      | – Robert Whittaker     |
| Benjamin Bratt      | – Ben Cooper           |
| Illeana Douglas     | – Elizabeth Ryder      |
| Michael Vartan      | – Kevin Lasater        |
| Josef Sommer        | – Richard Whittaker    |
| Malcolm Stumpf      | – Sam                  |
| Lynn Redgrave       | – Helen Whittaker      |
| Neil Patrick Harris | – David                |
| Mark Valley         | – Cardiologist         |
| Suzanne Krull       | – Annabel              |
| Stacy Edwards       | – Finn                 |
| John Carroll Lynch  | – Abbie's Lawyer       |
| Fran Bennett        | – Judge Tracey Bennett |
| Ricki Lopez         | – Angel                |